# Melanitis tristis
Melanitis tristis är en fjärilsart som beskrevs av Felder 1867. Melanitis tristis ingår i släktet Melanitis och familjen praktfjärilar. Inga underarter finns listade i Catalogue of Life.